# Perreo
 (avril 2025).
Si vous disposez d'ouvrages ou d'articles de référence ou si vous connaissez des sites web de qualité traitant du thème abordé ici, merci de compléter l'article en donnant les références utiles à sa vérifiabilité et en les liant à la section « Notes et références ».

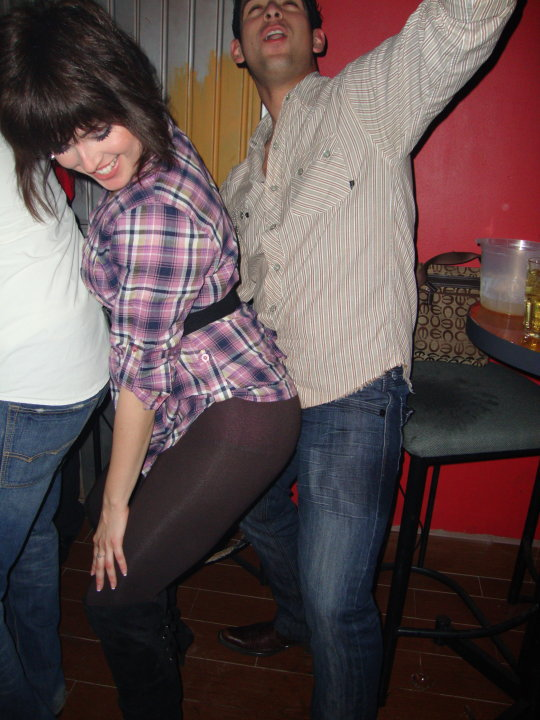
Exemple de perreo.

Le perreo est un style de danse sud-américaine, très sensuelle et provocante, issu du milieu reggaeton.

## Terminologie et caractéristiques
Son nom provient de l'attitude de draguer et séduire en plein milieu d'une piste de danse par des mouvements lascifs du postérieur. Cette danse s'appelle également el culeo ou sandungueo quand le partenaire se colle à l'arrière de sa partenaire. Le verbe argotique perrear signifie « danser le perreo », les danseurs sont communément appelés gatos (chats). Le perreo peut être d'un rythme rapide et agressif tout comme lent et romantique.

## Polémiques
Nicky Jam chante avec Daddy Yankee « Ella le gusta que le den duro y se la coman » (approximativement : « Elle aime qu'on lui “donne fort et qu'on la lui mange” »). Ranking Stone, un autre rappeur, surenchérit : « Me compré un carrito y a vender hot dog. Que es lo que quieren todas... Bien duro mi hot dog. Por la boca mi hot dog » (« Je me suis acheté un chariot et je me suis mis à vendre des hot-dogs. C'est ce qu'elles veulent toutes ! ... Bien dur mon hot dog, dans la bouche mon hot dog »)[réf. souhaitée].
Beaucoup critiquent ce style de danse qui réduit la femme à un « objet sexuel » et renforce encore plus l'image d'un certain machisme ambiant[réf. souhaitée]. Par contre, il faut prendre les paroles de ces chansons au second degré[réf. souhaitée].

## Allusion dans les chansons
- La noche esta buena de Don Omar et Daddy Yankee
- Piden Perreo de Wisin y Yandel
- Quién quiere bailar
- Bonita de J Balvin
- China de Anuel AA
- Callaita de Bad Bunny
- Perriando de Reykon
- Yo perreo sola de Bad Bunny
- Morado de J Balvin.